# Scomber colias

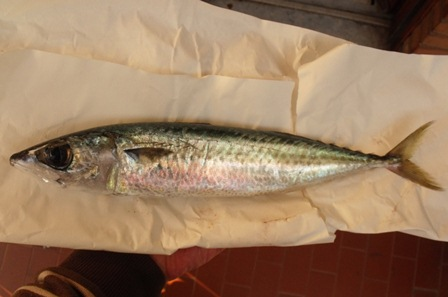
Lanzardo venduto al dettaglio

Il lanzardo o sgombro occhione (Scomber colias Gmelin, 1789), conosciuto anche come sgombro cavallo, è un pesce marino appartenente alla famiglia Scombridae, diffuso nell'oceano Atlantico e nel mar Mediterraneo.

## Distribuzione e habitat
È diffuso in tutte le acque temperate calde e tropicali dell'oceano Atlantico, lungo le coste europee a nord fino al golfo di Guascogna e nel mar Mediterraneo. Negli oceani Indiano e Pacifico è sostituito dall'affine Scomber japonicus. 

Le abitudini di vita sono simili a quelle dello sgombro comune anche se si tiene in genere più lontano dalle coste; può però, occasionalmente, entrare in lagune e stagni con acque salmastre.

## Descrizione
È assai simile allo sgombro, dal quale si distingue soprattutto per la colorazione caratterizzata dalla presenza di macchie grigiastre sul ventre che spesso si uniscono a formare delle vermicolature e delle striature del dorso meno uniformi. La colorazione è spesso più giallastra. Anche l'occhio è più grande e la sagoma, nel complesso, più tozza.

## Alimentazione
Predatore, si ciba soprattutto di piccoli pesci come acciughe o latterini ma anche di invertebrati.

## Biologia
Simili a quelle dello sgombro con cui talvolta forma branchi misti. Gregario, forma fitti branchi.

## Pesca
Avviene con modalità simili a quelle utilizzate per catturare il congenere ed anche le carni sono simili.

## Nota tassonomica
Fino a pochi anni fa era considerato una sottospecie dello Scomber japonicus, molto simile, che vive nell'Indo-Pacifico. 
È stato assegnato al genere Pneumatophorus, adesso considerato sinonimo di Scomber.

## Utilizzo

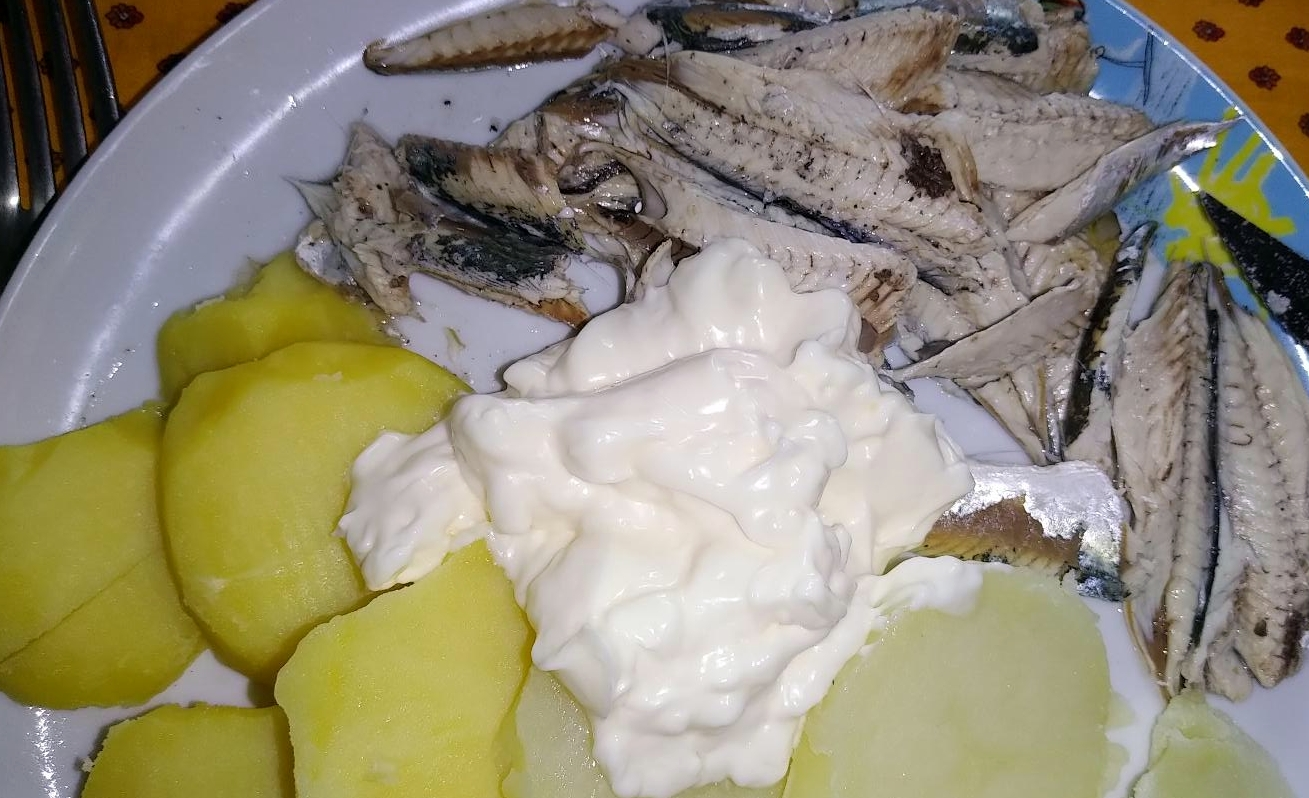
Filetti di lanzardi con maionese e patate lesse

Pur essendo piuttosto simile allo sgombro il lanzardo è meno apprezzato in cucina, e si trova sul mercato in genere a prezzi inferiori. Viene comunque usato per l'alimentazione umana fin dall'antichità, ed anche conservato analogamente alle sardine.